# Malodolynske
Malodolynske (ukrainisch Малодолинське; russisch Малодолинское Malodolinskoje; früherer deutscher Name Kleinliebental) ist ein Dorf im Süden der Ukraine in der Oblast Odessa mit etwa 3177 Einwohnern.
Das Dorf am Westufer des Suchyj-Limans gehört administrativ zur Stadt Tschornomorsk und besitzt eine Bahnstation an der Bahnstrecke Odessa–Basarabeasca. Durch die Ortschaft verläuft die ukrainische Fernstraße M 27.
Das Dorf wurde 1803 von katholischen Siedlern aus dem Elsass gegründet und gehörte zum Kirchspiel von Großliebental. Am 21. Februar 2002 wurde der Ort nach Illitschiwsk, dem heutigen Tschornomorsk, eingemeindet.
Seit dem 17. Juli 2020 ist sie ein Teil des Rajons Odessa.

## Geschichte
In den Anfangsjahren der Besiedlung des Dorfes war die Krankheits- und Sterblichkeitsrate der Bewohner vergleichsweise hoch. Im Jahr 1805 wurden in Kleinliebental 21 Menschen neu geboren, während im selben Jahr 34 Menschen starben. Erst ab ca. 1810 ließen die Epidemien nach und die Bevölkerungsstruktur stabilisierte sich. In der "Krisendekade" 1825–1835 verlangsamte sich das Bevölkerungswachstum. Die "fetten Jahre" führten ab Ende der 1830er Jahre, insbesondere seit dem besonders günstigen Jahr 1838, zu einem schnelleren Anstieg der Bevölkerung. Im Jahr 1844 starben in Kleinliebental viele Kinder an den Masern. Mitte der 1860er Jahre war das Dorf von der Cholera betroffen. Für die Jahre 1834–1871 lag das mittlere Heiratsalter – bei Erstverheiratung – der Männer bei 23 Jahren, das der Frauen bei 20 Jahren. Der Anteil der vorehelichen Geburten lag in Kleinbliebental in den 1830er bis 1860er Jahren bei etwa 16 %.

## Demographie

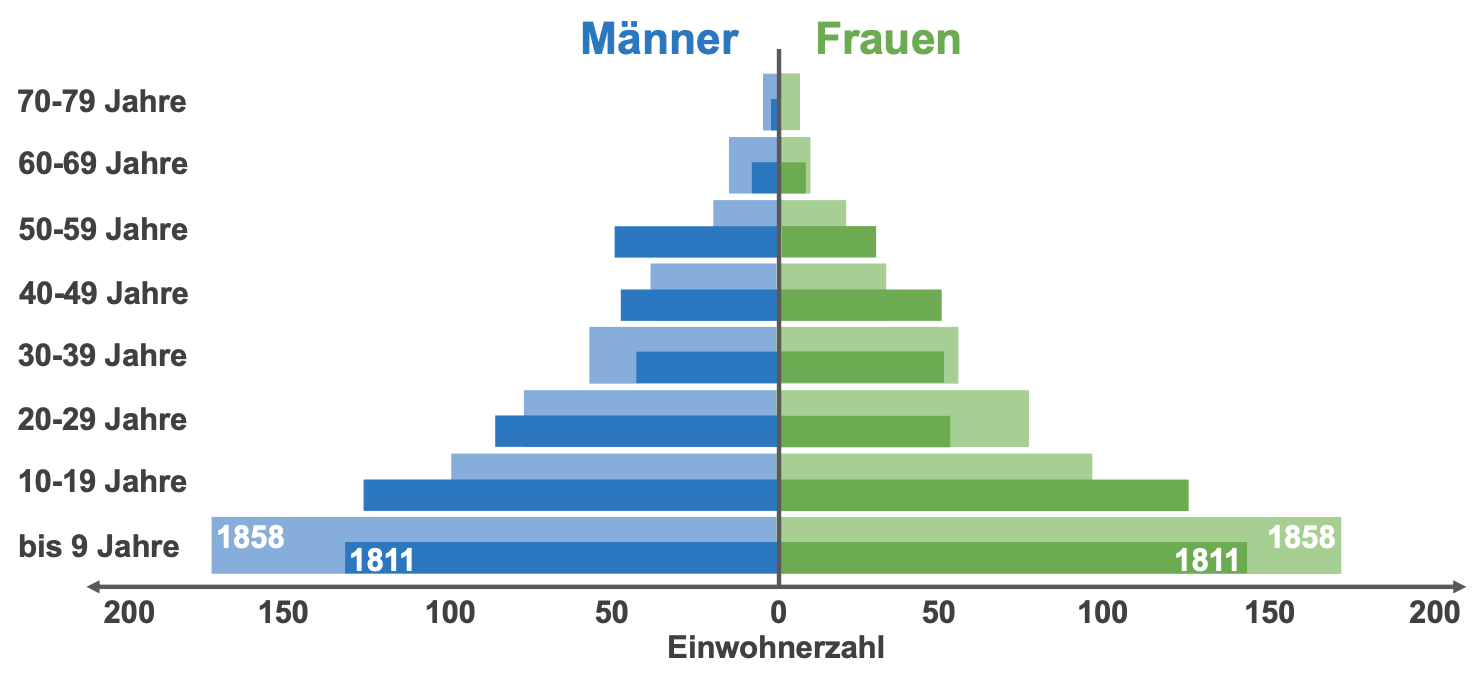
Anzahl der Einwohner des Dorfes Kleinliebental, nach Alter und Geschlecht, in den Jahren 1811 und 1858. Zugrunde liegende Daten aus Dmytro Myeshkov (2010).

|      | Familien / Wirtschaften | Einwohner | Jährliches Wachstum |
| ---- | ----------------------- | --------- | ------------------- |
| 1809 | 85                      | 428       |                     |
| 1816 | 82                      | 467       | ca. 1 %             |
| 1825 | 82                      | 647       | ca. 4 %             |
| 1835 | 146                     | 804       | ca. 2 %             |
| 1850 | 180                     | 1232      | ca. 4 %             |
| 1858 | 191                     | 1439      | ca. 2 %             |
| 1861 |                         | 1519      | ca. 2 %             |
| 1871 |                         | ca. 1700  | ca. 1 %             |

## Persönlichkeiten
- Lorenz Wolf (1871–nach 1935), russlanddeutscher römisch-katholischer Geistlicher und Märtyrer
- Nikolaus Kraft (1875–1921), russlanddeutscher römisch-katholischer Geistlicher und Märtyrer